# Масляєв Віктор Семенович
Ві́ктор Семе́нович Масля́єв (народився 5 грудня 1932 року, помер у 2008 році) − український вчений і педагог, професор кафедри прикладної екології та охорони навколишнього середовища Донецького національного технічного університету, кандидат технічних наук.

## Біографія
Віктор Семенович Масляєв народився 5 грудня 1932 року в Донецькій області.
По закінченні в 1955 році Донецького індустріального інституту (на базі якого 19 березня 1960 року був створений Донецький політехнічний інститут), був залишений на викладацькій роботі.
З 1955 по 1961 рік працював асистентом кафедри загальної хімії, з 1961 року − старшим викладачем цієї ж кафедри.
З 1966 року працював на новоствореної кафедрі «Технологія неорганічних речовин та неорганічної хімії», на перших порах старшим викладачем, потім доцентом.
У 1969–1979 р.р. і 1989–1996 р.р. був завідувачем кафедри «Технологія неорганічних речовин та неорганічної хімії».
У період з 1979 по 1989 рік обіймав посаду декана хіміко-технологічного факультету.
У 1973 році завдяки його зусиллям вперше в Донецькій області Донецьким національним технічним університетом розпочато підготовку інженерів-екологів, а у 1985 році була почата підготовка фахівців з технології кераміки і вогнетривів.
Віктор Семенович Масляєв, як висококваліфікований викладач, був провідним лектором з головних дисциплін для студентів спеціальності «Екологія та охорона навколишнього середовища». Усе своє життя він успішно керував курсовим та дипломним проектуванням, науково-дослідницькою роботою студентів, входив до складу ДЕК і є співавтором навчального посібника з грифом Міністерства освіти України.
Багато уваги було приділено їм відносно розвитку науково-технічної, комп'ютерної та лабораторної бази кафедри «Прикладна екологія та охорона навколишнього середовища» ДонНТУ. Під керівництвом В. С. Масляева на кафедрі створені лабораторії рентгеноструктурного аналізу, електронної мікроскопії, мас-спектроскопії, стендова лабораторія, лабораторія екологічного контролю, що атестована.
Велике місце у трудовій діяльності В. С. Масляева займала наукова робота. Він очолював сформований у ВУЗі в 60-ті роки XX століття науковий напрямок з дослідження і розробки високоефективних способів регенерації повітря в ізольованих приміщеннях (апаратах), широко відомих в СРСР, в Україні та за кордоном.
В. С. Масляєв − автор і співавтор більше ніж 200 наукових робіт, серед яких 7 патентів і 70 авторських свідоцтв на винаходи. Всі наукові розробки мають практичне впровадження.
Під його керівництвом захищено 7 кандидатських дисертацій.
Науково-дослідницькі праці, які були виконані студентами під його керівництвом, неодноразово відзначалися дипломами на конкурсах різних рівнів.
Трудова діяльність Віктора Семеновича Масляева багато разів відзначалася наказами по університету та Міністерству освіти, відзначена знаками «Відмінник хімічної промисловості», «Відмінник освіти України», двома державними нагородами.
Повага співробітників, випускників та студентів супроводжувала В. С. Масляева все життя.
При житті дуже захоплювався рибною ловлею. Часто рибачив з братом своєї дружини Майї (до шлюбу Атанової), Атановим Геннадієм Олексійовичем, вченим з світовим ім'ям.